# Châtillon-sur-Thouet
Châtillon-sur-Thouet is een gemeente in het Franse departement Deux-Sèvres (regio Nouvelle-Aquitaine) en telt 2872 inwoners (2004). De plaats maakt deel uit van het arrondissement Parthenay.

## Geografie
De oppervlakte van Châtillon-sur-Thouet bedraagt 16,5 km², de bevolkingsdichtheid is 174,1 inwoners per km².

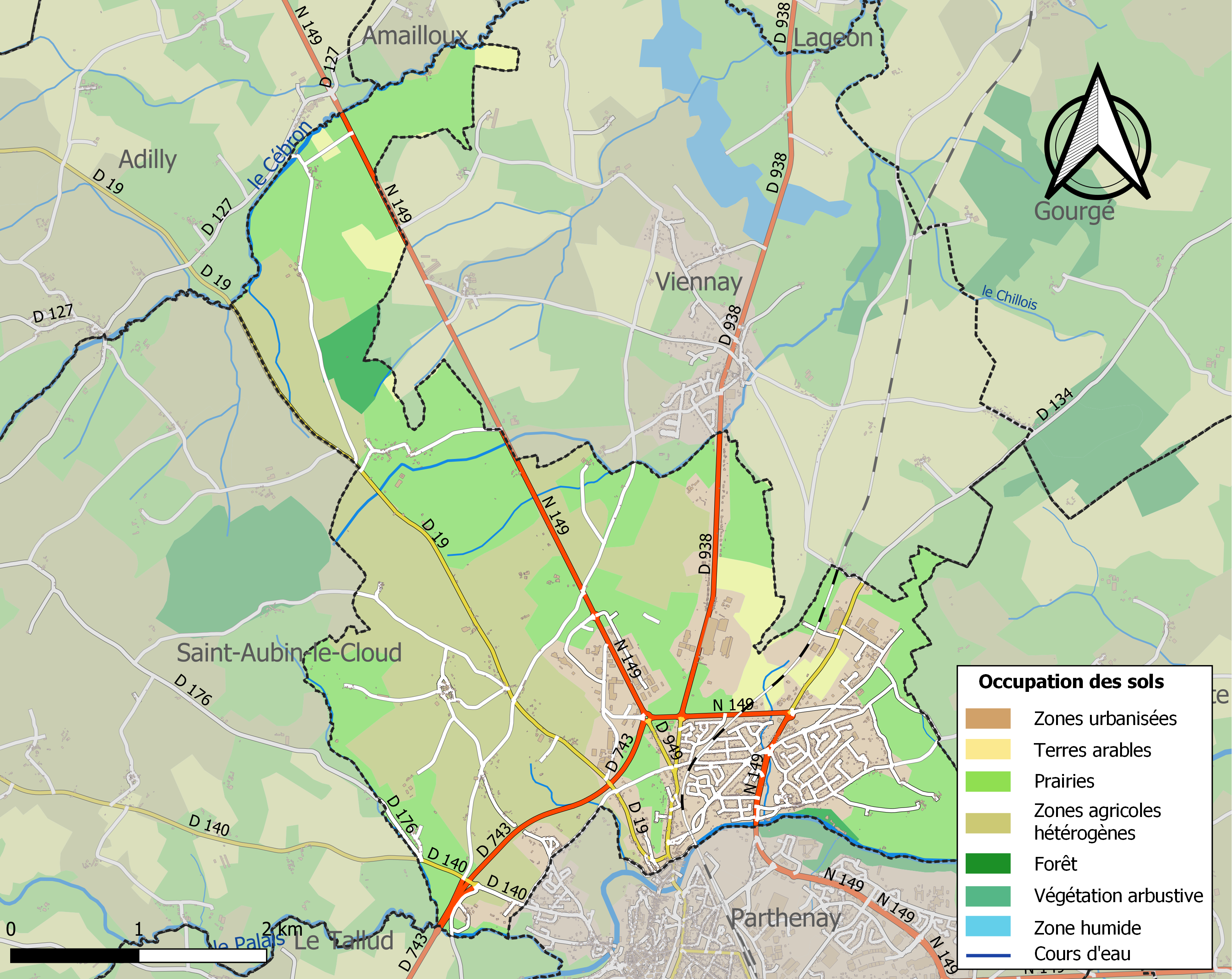
Kaart van de gemeente met de belangrijkste infrastructuur, bodemgebruik en omliggende gemeenten

.

## Demografie
Onderstaande figuur toont het verloop van het inwonertal (bron: INSEE-tellingen).